# ユンカース ユモ 222
ユンカース ユモ 222（Junkers Jumo 222）は、ユンカース社により設計された高出力の航空機用レシプロエンジンである。本エンジンは搭載する機体を開発したB爆撃機計画と共に数年間にわたり精力的に開発されたが実働可能な状態まで達せず、僅かな数が製造されたが試作段階の域を出なかった。

## 設計と開発

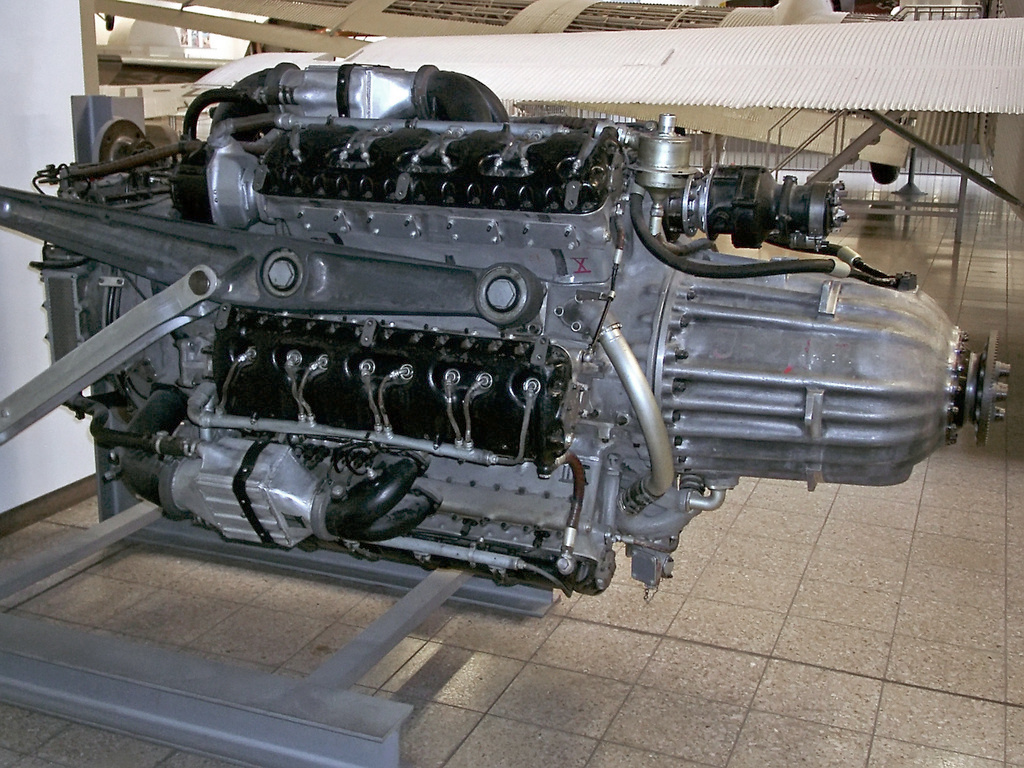
ユンカース ユモ 222

ユモ 222の開発作業は1937年に始まった。このエンジンは、一本のクランクシャフトを中心に直列4気筒相当のバンクを放射状に6列配していた。この構造ゆえに一見星型エンジンの様に見えるが、クランクシャフトとコネクティングロッドの関係はV型エンジンやW型エンジンに近く、他のほとんどの直列型エンジンと同じに液冷であった。シリンダーは隣り合うバンクが吸気管と排気管をお互いに向かい合う位置に出るように配置していたため、エンジン後部に置いたスーパーチャージャーからの配管がシンプルになり、排気管も3セット分だけで済んだ。各シリンダーには2つの吸気バルブと1つのソジウム冷却の排気バルブがあり、2本のスパークプラグと吸気管の間には高圧燃料噴射装置があった。ボアとストロークは共に135 mmでエンジンの総排気量は46.5リットル、ドイツが入手できる低オクタン価燃料で回るように圧縮比はかなり低い6.5に設定されていたが、回転速度が3,200 rpmに高速化されていたユモ 222は離昇出力2,500 hp（1,850 kW）を発揮した。唯一失望する点は簡素な1段2速のスーパーチャージャーであったが、それにもかかわらずユモ 222は、高度16,400 ftで2,200 hpを発生することができた。乾燥重量は1,088 kgであった。
同時代のBMW 801やダイムラー・ベンツ DB 605に比べるとユモ 222の性能は飛躍的に高いものであった。ユモ 222の排気量はBMW 801の41.5 Lより僅かに大きくDB 605の35.7 Lの約1/4増しであったが、出力はBMW 801の1,600 hp (1,193 kW)やDB 605の1,500 hp (1,119 kW)よりもかなり強力な2,500 hp (1,850 kW)を発生した。単位当たりの出力はユモ 222が40 kW/L、BMW 801が29 kW/L、DB 605が31 kW/Lであった。更に印象的なのは重量出力比で、ユモ 222は1.04 hp/lb (1.7 kW/kg)、これに対しDB 605は0.88 hp/lb (1.4 kW/kg)、BMW 801はかなり劣る0.60 hp/lb (1 kW/kg)であった。ユモ 222は寸法もこれらのより小型のエンジンとほぼ同じく、幅はBMW 801の1.27 mに対し1.16 m、長さはDB 605の2.3 mに対し2.4 mであった。ユモ 222は開発中の他の高出力エンジンと比較しても好ましいものだった。ダイムラー・ベンツ DB 601を2基結合したDB 606は2,400 hp (1,790 kW)を発生したが、重量は途方も無く重い1,515 kg (3,340 lb)で寸法は2.1 x 1.6 x 1.1 mもあった。ドイツ航空省（RLM）はユモ 222と類似のダイムラー・ベンツ DB 604の可能性に大いに期待した。
ユモ 222の最初の試作エンジンは1939年4月29日に稼動し、後にユンカース Ju52の機首に装備して飛行試験が行われた。222Aと222Bという名称の主要な生産モデルがあり、両者の相違は双発機の右翼と左翼に装備することを考慮して回転方向が反対ということだけであった。しかしながらテスト結果は思わしくなく、ユンカース社は最終的にこれら"シリーズ I"エンジンの開発を中止することが最善であると決定し、改良型の"シリーズ II"の開発に移行した。新しい222A-2とB-2は回転数が多少低くなっていたが、同出力を発揮するためにボアは少し大きい140 mmのシリンダーを使用しており、A-3とB-3は高高度性能を改善するために異なるスーパーチャージャーを装備していた。両機は信頼性の向上に向け改良が続けられ、実験的にしか使用されなかった。
1941年遅くにユンカース社は、最善の策は設計に根本的な変更を加えることであると決定し、222Cと222Dを導入した。145x140 mmの新しいボアとストロークを採用しエンジン排気量は49.9 Lになった。C/D型は回転数を元の3,200 rpmに戻し、1942年の夏に稼動し始めた時には3,000 hp (2,200 kW)を発生した。しかしながら問題は解決せず、僅かな数しか製造されなかった。RLMはこの時点で3年間も待たされており、最終的にこのエンジンを諦め、代わりのエンジンを模索した。RLMは、このエンジンを諦めたのと同じように、後に全てのB爆撃機計画をキャンセルした。
ユンカース社は未だ諦めずにオリジナルのA/B型の設計を基に高高度での使用を考慮してアフタークーラー付の新しい2段式スーパーチャージャーを装備した222Eと222Fを追加開発した。海面高度での性能は変わらなかったが、このエンジンは高度29,500 ftで1,930 hpを発生した。この時点で最終的に問題は解決したことが明らかであったが、ユンカース社のデッサウ工場が爆撃されたことにより生産はほとんど不可能であった。最終的な高高度性能の向上を目論んで排気タービン過給器付の222Gと222Hが開発されたがテストベッド用の試作機が数基製造されただけであった。
ユモ 222は莫大で非常に高価についた失敗作であった。総計289基のユモ 222が製造されたが作戦活動に使用されたものは無く、誰しもがユモ 222 が最終的に稼動し始めるのを待ちわびていた時期の1940年から1942年にかけてのドイツ空軍機の設計に対して重大な妨げにもなった。他方ではユモ 222を2基搭載する替わりに4発エンジンを装着する要求はドイツのエンジン産業に過大な負担がかかることから却下された。結局ユモ 222で見るべきものは何も無く、ドイツ空軍は戦争後期になっても元々戦前に設計された機体を僅かにアップデートしたものを使用するしかなかった。

## 要目

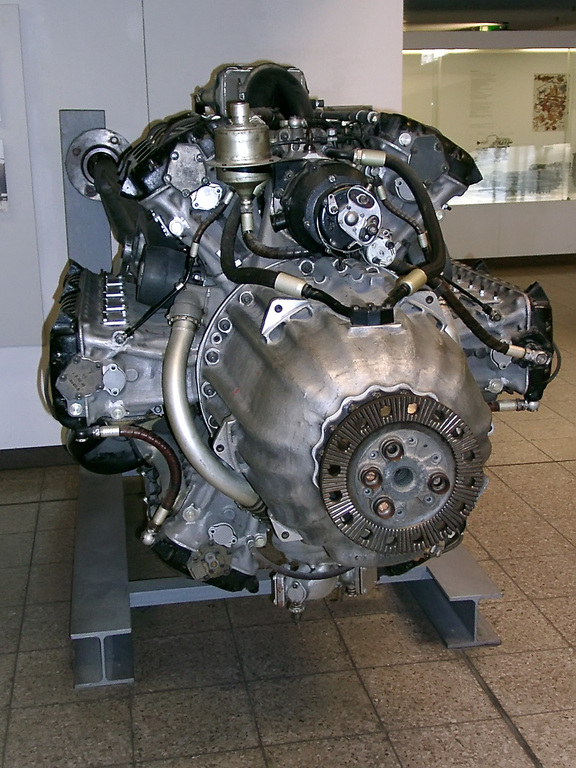
放射状に配されたシリンダーバンク

（Jumo 222A）Data from Jane's. 
- タイプ：液冷24気筒 "星型配置" (直列4気筒 6列)
- ボア×ストローク：135 mm×135 mm
- 排気量：46.5 L (2,834 in³)
- 全長：2,400 mm (94.5 in)
- 直径：1,160 mm (45.7 in)
- 乾燥重量：1,088 kg (2,400 lb)
- 圧縮比：6.5 : 1
- 動弁機構：2吸入バルブ、1排気（ソジウム冷却）バルブ/シリンダー
- 燃料供給方式：燃料噴射式
- 過給機：遠心式スーパーチャージャー1段2速
- 離昇出力
  - 1,838 kW (2,465 hp) at 3,200 rpm
- 巡航出力
  - 1,397 kW (1,870 hp)
- 排気量比出力：39.5 kW/L (0.87 hp/in³)
- 時間出力比燃料消費率：0.29 kg/(kW•h) (0.477 lb/(hp•h))
- 重量出力比：1.69 kW/kg (1.03 hp/lb)

## 搭載機
- Fw 191-試作のみ
- Ju 288-計画のみ
- Ju 488-試作のみ

## 関連書籍
- Jane's Fighting Aircraft of World War II. London. Studio Editions Ltd, 1989. ISBN 0-517-67964-7